# MVP de las Finales de la PBA
El MVP de las Finales de la Philippine Basketball Association (Philippine Basketball Association Finals Most Valuable Player) es un premio anual otorgado por la PBA al jugador más destacado en las Finales de cada conferencia de la liga. El premio se creó en 1996.

## Ganadores

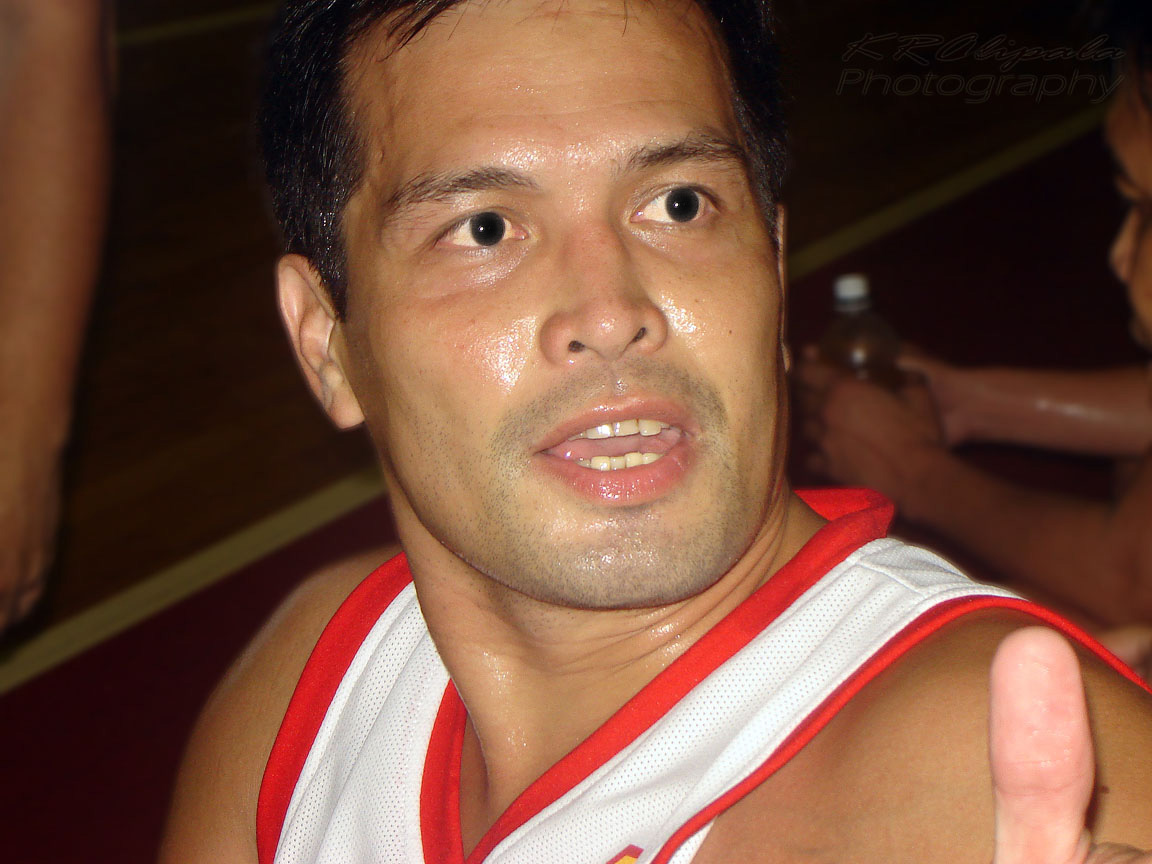
Alvin Patrimonio ganó el premio en 1997.

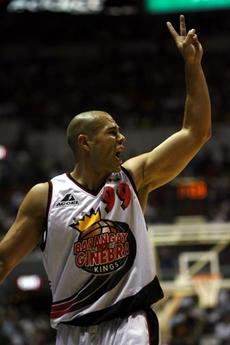
Rudy Hatfield ganó el premio en 2002.

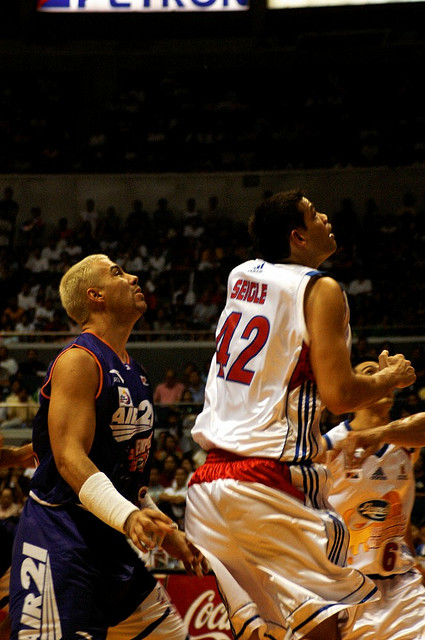
Danny Seigle ganó el premio en cuatro ocasiones.

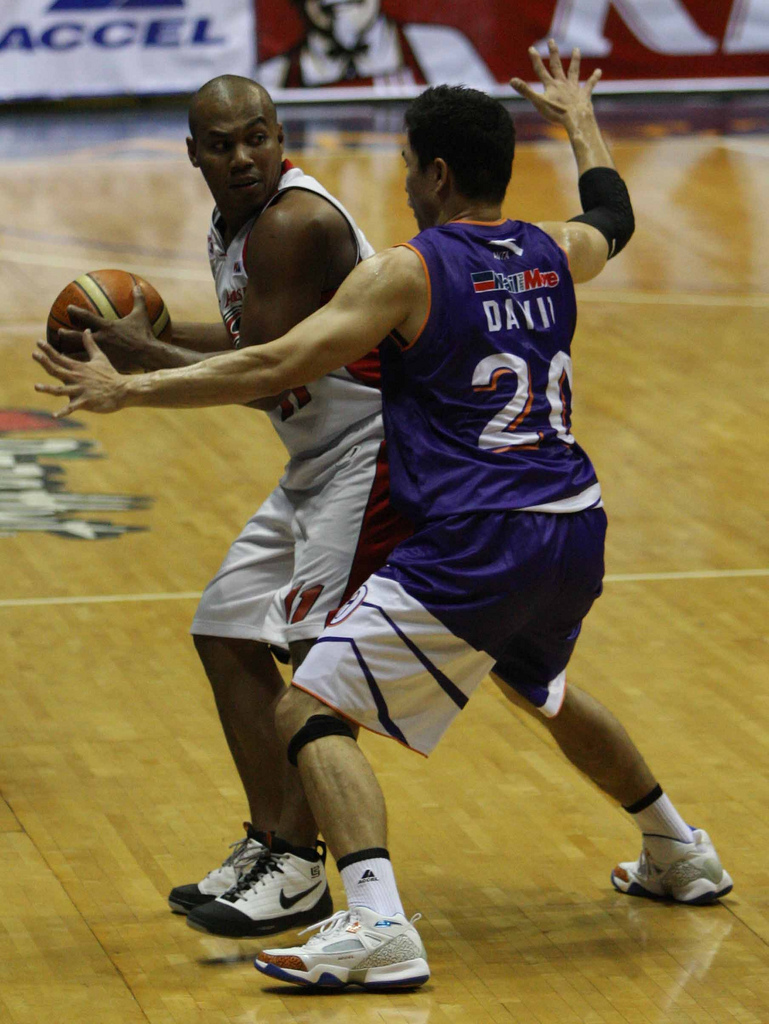
Rico Maierhofer ganó el premio en dos ocasiones.

| Temporada | Conferencia    | Jugador                      | Equipo        |
| --------- | -------------- | ---------------------------- | ------------- |
| 1996      | All-Filipino   | Jojo Lastimosa               | Alaska        |
| 1996      | Commissioner's | Bong Hawkins                 | Alaska        |
| 1996      | Governors      | Johnny Abarrientos           | Alaska        |
| 1997      | All-Filipino   | Alvin Patrimonio             | Purefoods     |
| 1997      | Commissioner's | Marlou Aquino                | Brgy. Ginebra |
| 1997      | Governors      | Johnny Abarrientos           | Alaska        |
| 1998      | All-Filipino   | Nelson Asaytono              | San Miguel    |
| 1998      | Commissioner's | Kenneth Duremdes             | Alaska        |
| 1998      | Governors      | Benjie Paras                 | Formula Shell |
| 1999      | All-Filipino   | Gerry Esplana                | Formula Shell |
| 1999      | Commissioner's | Danny Seigle                 | San Miguel    |
| 1999      | Governors      | Danny Seigle/Danny Ildefonso | San Miguel    |
| 2000      | All-Filipino   | Edward Juinio                | Alaska        |
| 2000      | Commissioner's | Danny Ildefonso              | San Miguel    |
| 2000      | Governors      | Danny Seigle                 | San Miguel    |
| 2001      | All-Filipino   | Danny Seigle                 | San Miguel    |
| 2001      | Commissioner's | Davonn Harp                  | Red Bull      |
| 2001      | Governors      | Gerald Francisco             | Sta. Lucia    |
| 2002      | Governors      | Kerby Raymundo               | Purefoods     |
| 2002      | Commissioner's | Willie Miller                | Red Bull      |
| 2002      | All-Filipino   | Rudy Hatfield                | Coca Cola     |
| 2003      | All-Filipino   | Asi Taulava                  | Talk 'N Text  |
| 2003      | Invitational   | Brandon Cablay               | Alaska        |
| 2003      | Governors      | Jeffrey Cariaso              | Coca Cola     |
| (2004)    | Fiesta         | Eric Menk                    | Brgy. Ginebra |
| 2004-05   | Philippine     | Eric Menk                    | Brgy. Ginebra |
| 2004-05   | Fiesta         | Danny Ildefonso              | San Miguel    |
| 2005-06   | Fiesta         | Enrico Villanueva            | Red Bull      |
| 2005-06   | Philippine     | Marc Pingris                 | Purefoods     |
| 2006-07   | Philippine     | Jayjay Helterbrand           | Brgy. Ginebra |
| 2006-07   | Fiesta         | Willie Miller                | Alaska        |
| 2007-08   | Philippine     | Dennis Espino                | Sta. Lucia    |
| 2007-08   | Fiesta         | Eric Menk/Ronald Tubid       | Brgy. Ginebra |
| 2008-09   | Philippine     | Mark Cardona                 | Talk 'N Text  |
| 2008-09   | Fiesta         | Jonas Villanueva             | San Miguel    |
| 2009-10   | Philippine     | James Yap                    | Purefoods     |
| 2009-10   | Fiesta         | L.A. Tenorio/Cyrus Baguio    | Alaska        |
| 2010-11   | Philippine     | Jimmy Alapag/Jason Castro    | Talk 'N Text  |
| 2010-11   | Commissioner's | Jimmy Alapag/Jason Castro    | Talk 'N Text  |
| 2010-11   | Governors      | Arwind Santos                | Petron Blaze  |
| 2011-12   | Philippine     | Larry Fonacier               | Talk 'N Text  |
| 2011-12   | Commissioner's |                              |               |
| 2011-12   | Governors      |                              |               |